# 小坂泰之
小坂 泰之（こさか やすゆき）は、日本の漫画家・イラストレーター。

## 来歴
pixivで活動していたことをきっかけに2014年、日本アニメ（ーター）見本市で公開されたショートアニメ『龍の歯医者』で龍のキャラクターデザインを担当する。
2016年、第2回ヤングチャンピオンコミック杯にて準入選し、同年『ヤングチャンピオン烈』No.1（秋田書店）に掲載された読み切り版『放課後ていぼう日誌』で漫画家デビュー。2017年、同誌No.3にて『放課後ていぼう日誌』を連載開始。同作は2020年にテレビアニメ化、2023年にドラマ化された。
令和2年7月豪雨では自宅が被災したため、一時漫画の連載の中断を余儀なくされた。

## 作品リスト

### 連載
- 放課後ていぼう日誌（『ヤングチャンピオン烈』2017年No.3[3] - 連載中、既刊14巻）

### アンソロジー
- ブラコンアンソロジー Liqueur－リキュール－（2011年4月12日発売[7]、ソフトバンククリエイティブ）

### その他
- 龍の歯医者（2014年、キャラクターデザイン[1]） - 短編アニメ
- 龍の歯医者（2017年、コンセプトデザイン） - テレビアニメ